# Sophie Ingle
Sophie Ingle (Llandough, Gales; 2 de septiembre de 1991) es una futbolista galesa. Juega como defensora en el Chelsea de la FA Women's Super League de Inglaterra. Es internacional con la selección de Gales, donde lleva acumulado más de 100 partidos.

## Estadísticas

### Clubes
| Club         | País       | Año        |
| ------------ | ---------- | ---------- |
| Cardiff City | Gales      | 2007-2012  |
| Chelsea      | Inglaterra | 2012-2013  |
| Bristol City | Inglaterra | 2014-2015  |
| Liverpool    | Inglaterra | 2015-2018  |
| Chelsea      | Inglaterra | 2018- 2025 |

## Palmarés

### Títulos nacionales
| Título                  | Club    | País       | Año       |
| ----------------------- | ------- | ---------- | --------- |
| FA Women's Super League | Chelsea | Inglaterra | 2019-20   |
| FA Women's League Cup   | Chelsea | Inglaterra | 2019-2020 |
| Community Shield        | Chelsea | Inglaterra | 2020      |

### Distinciones individuales
| Distinción                             | Año  |
| -------------------------------------- | ---- |
| Jugadora del Liverpool de la Temporada | 2017 |